# Meteor (Hannover)
Meteor en Thumann zijn historische motorfietsmerken.
De bedrijfsnaam was: Meteor Elektrotechnische & Fahrzeugfabrik GmbH, Hannover.
In het begin van de jaren twintig gingen honderden Duitse bedrijven zich richten op de productie van goedkope motorfietsen. Ook de Elektrotechnische fabriek van Thumann zag er extra emplooi in en ging in 1924 motorfietsen bouwen. Eigenaar Thumann kocht de inbouwmotoren waarschijnlijk in Frankrijk. Er waren lichte 172cc-tweetaktmodellen die als "Meteor" verkocht werden, 246- en 346cc-zijklepmodellen die als "Thumann" werden verkocht.
De concurrentie onder deze vele kleine merken was groot, terwijl ze door het ontbreken van een dealernetwerk niet buiten de eigen regio konden verkopen. In 1925 kwam het einde voor ruim 150 van deze fabriekjes, maar Meteor/Thumann hield het tot 1926 vol.